# Liga Mexicana 1911/12
In 1911/12 werd het tiende seizoen gespeeld van de Liga Mexicana de Football Amateur Association, de hoogste voetbalklasse van Mexico. Reforma AC werd kampioen.

## Eindstand
| Plaats | Club         | Wed. | W | G | V | Saldo | Ptn. |
| ------ | ------------ | ---- | - | - | - | ----- | ---- |
| 1.     | Reforma      | 4    | 2 | 2 | 0 | 6:2   | 6    |
| 2.     | British Club | 4    | 1 | 2 | 1 | 5:5   | 4    |
| 3.     | Pachuca AC   | 4    | 0 | 2 | 2 | 1:5   | 2    |

|  | Kampioen |

### Kampioen
| Liga Mexicana de 1911/12    |
| Mexico                      |
| --------------------------- |
| REFORMA Kampioen (6° titel) |

## Topschutters
| Speler             | Speler    | Goals | Club         |
| ------------------ | --------- | ----- | ------------ |
| Vlag van Schotland | John Hogg | 2     | British Club |